# Daniel Amelot
Daniel Amelot (* 13. Juli 1935; † 23. Juli 2016) war ein französischer Jazz-Bassist.
Amelot spielte 1961 bei Eddie Vartans Jazz Preachers, mit denen er in dem Musikfilm Modern Jazz at the Blue Note auftrat. Im Laufe seiner Karriere spielte er u. a. mit Marcel Zanini, Moustache (Moustache et les petits français) und Alain Bouchet (Album Tribute to Buck Clayton, mit Warren Vaché). 2001 trat Amelot mit einer Hommage an Bill Coleman auf dem Festival Jazz à Marciac auf. Im Bereich des Jazz war er zwischen 1967 und 1993 an acht Aufnahmesessions beteiligt, u. a. mit Dorothy Donegan, Les Gammas und Michel Attenoux (Jam-session au Meridie).